# Чиприан Татарушану
Чиприан Татарушану (на румънски: Anton Ciprian Tătărușanu) е бивш румънски футболист, вратар.

## Кариера
Започва кариерата си във втородивизионния тим на Ювентус Букурещ през 2003 г. Става титулярен вратар през сезон 2005/06, когато изиграва 20 двубоя. Добрите изяви на младия страж му спечелват трансфер в Глория Бистрица. Чиприян се утвърждава като титулярен страж на тима, където играе в продължение на три сезона. През лятото на 2008 г. е закупен от Стяуа за 1,5 млн. евро, но отиграва още един сезон в Глория, преди окончателно да попълни състава на румънските армейци.
Първоначално Татарушану е резерва на колумбийския страж Робинсон Запата, но в течение на сезона успява да си отвоюва място в състава. Дебютира за Стяуа на 2 август 2009 г. срещу Чахлеул. През сезон 2010/11 Чиприян вече е твърд титуляр под рамката и печели първия си клубен трофей – Купата на Румъния.
На 17 ноември 2010 г. прави дебюта си за националния отбор на Румъния в среща с Италия. Оттогава е първи избор в селекцията, конкурирайки се с Костел Пантилимон.
През 2011 г. вратарят става капитан на Стяуа, но скоро лентата е дадена на Александру Борчеану. Междувременно италианският Наполи отправя оферта за футболиста на стойност 3 милиона евро, но Стяуа отказва да продаде стража си.
В следващите 2 сезона Татарушану става двукратен шампион на Румъния, а през 2013 г. печели и Суперкупата на страната. През 2014 г. договорът на играча изтича и той преминава със свободен трансфер в отбора на Фиорентина. Румънецът дълго време е втори вратар, а титуляр за Виола е бразилецът Нето. На 6 януари 2015 г. Татарущану дебютира за „виолетовите“ в двубой с Парма, загубен с 0:1. През сезон Чиприян записва 9 срещи, повечето от които към края на кампанията.
След продажбата на Нето в Ювентус, Татарушану става титулярен страж на Фиорентина и изиграва 37 мача през 2015/16. В края на 2015 г. Чиприян е избран за футболист на годината в Румъния. Татарушану е първият вратар с този приз от 1986 г. насам, когато Хелмут Дукадам печели класацията.
Стражът е и в основата за класирането на Румъния за Евро 2016, като в квалификационната група отборът не допуска загуба, а в десетте изиграни срещи са допуснати само 2 попадения.

## Успехи

### Клубни
Стяуа
- Шампион на Румъния – 2012/13, 2013/14
- Купа на Румъния – 2010/11
- Суперкупа на Румъния – 2013

Милан
- Шампион на Италия – 2021/22

### Индивидуални
- Футболист на годината в Румъния – 2015